# Roderick Thorp
Pour les articles homonymes, voir Thorp.
Roderick Mayne Thorp, Jr., né le 1er septembre 1936 dans le Bronx à New York et mort le 28 avril 1999 à Oxnard (Californie), est un écrivain et scénariste américain. Auteur de plusieurs romans policiers et historiques, il est notamment connu pour sa série consacrée aux aventures du détective Joe Lelland. Son premier roman Le Détective (The Detective) publié en 1966 a été adapté au cinéma en 1968 sous le même nom avec Frank Sinatra dans le rôle principal. Il est également connu pour sa suite, Piège de cristal (Nothing Lasts Forever), qui a donné naissance au film Piège de cristal (Die Hard) avec Bruce Willis.

## Biographie
Thorp naît dans le quartier du Bronx, à New York, en 1936. Diplômé en 1957 du City College of New York, il exerce différents métiers après ses études, étant employé dans l'agence de détective appartenant à son père, vendeur dans une mercerie, assureur, vendeur de voitures et propriétaire d'une entreprise de restauration.
En 1961, il publie Into the Forest, son premier roman qui ne rencontre pas le succès escompté. Son second roman, Le Détective (The Detective), est un récit policier qui met en scène le détective Joe Lelland. Par son originalité, ce livre devient un best-seller à sa sortie. D'après ce roman, Gordon Douglas réalise le film Le Détective (The Detective) en 1968, avec Frank Sinatra, Lee Remick et Ralph Meeker dans les rôles principaux.
Ce succès permet à Thorp de devenir écrivain à plein temps. Il signe plusieurs récits policiers et des romans historiques, comme Westfield en 1977. 
En 1979, il publie la suite des aventures de Joe Lelland, Piège de cristal (Nothing Lasts Forever). En 1988, ce roman est adapté au cinéma et devient le film à succès Piège de cristal (Die Hard). Pour les besoins du film, le personnage de Joe Lelland est retravaillé et devient le lieutenant de police John McClane, incarné par Bruce Willis dans ce film et les quatre suites produites depuis.
En 1995, Thorp publie le thriller La Traque (River: A Novel of the Green River Killings) inspiré par l'histoire du tueur de la Green River.
En parallèle à sa carrière d'écrivain, il enseigne la littérature et l'écriture créative dans des écoles et universités du New Jersey et de la Californie. Il développe notamment un programme d’écriture créative au Ramapo College (en). 
Il décède d'une crise cardiaque à Oxnard en Californie en 1999, à l'âge de 62 ans.

## Œuvre

### SérieJoe Lelland
- The Detective (1966) Publié en français sous le titre Le Détective, traduction de Georges Virieu, Paris, R. Laffont, 1967
- Nothing Lasts Forever ou Die Hard (1979) Publié en français sous le titre Piège de cristal, traduction de France-Marie Watkins, Paris, J'ai lu no 2473, 1988

### Autres romans
- Into the Forest (1961)
- Dionysus (1969)
- The Music of Their Laughter: An American Album (1970)
- Wives: An Investigation (1971)
- Slaves (1973)
- The Circle of Love (1974)
- Westfield (1977)
- Jenny and Barnum: A Novel of Love (1981)
- Rainbow Drive (1986)
- Devlin (1988)
- River: A Novel of the Green River Killings (1995) Publié en français sous le titre La Traque, traduction de Michelle Charrier, Paris, Sonatine Éditions, 2014, réédition, Paris, Pocket no 16306, 2016
- Hot Pursuit (2004)

## Filmographie

### Comme auteur adapté

#### Au cinéma
- 1968 : Le Détective (The Detective), film américain réalisé par Gordon Douglas d'après le roman éponyme, avec Frank Sinatra, Lee Remick, Ralph Meeker, Jack Klugman et Jacqueline Bisset
- 1988 : Piège de cristal (Die Hard), film américain réalisé par John McTiernan d'après le roman éponyme, avec Bruce Willis, Alan Rickman, Reginald VelJohnson et Bonnie Bedelia
- 1990 : 58 minutes pour vivre (Die Hard 2 - Die Harder), film américain réalisé par Renny Harlin d'après le personnage de Joe Lelland, avec Bruce Willis, Franco Nero, William Sadler, Reginald VelJohnson et Bonnie Bedelia
- 1995 : Une journée en enfer (Die Hard With A Vengeance), film américain réalisé par John McTiernan d'après le personnage de Joe Lelland, avec Bruce Willis, Jeremy Irons et Samuel L. Jackson
- 2007 : Die Hard 4 : Retour en enfer (Live Free or Die Hard), film américain réalisé par Len Wiseman d'après le personnage de Joe Lelland, avec Bruce Willis, Timothy Olyphant, Justin Long et Maggie Q
- 2013 : Die Hard : Belle journée pour mourir (A Good Day to Die Hard), film américain réalisé par John Moore d'après le personnage de Joe Lelland, avec Bruce Willis, Jai Courtney, Sebastian Koch et Rasha Bukvic

#### À la télévision
- 1990 : L'enquête interdite (Rainbow Drive), téléfilm américain réalisé par Bobby Roth d'après le roman éponyme, avec Peter Weller, Sela Ward et David Caruso
- 1992 : Devlin, téléfilm américain réalisé par Rick Rosenthal d'après le roman éponyme, avec Bryan Brown, Roma Downey et Lloyd Bridges

### Comme acteur
- 1994 : Deep Down de John Travers

## Source
- (en) Harris M. Lentz, Obituaries in the Performing Arts, 1999 : Film, Television, Radio, Theatre, Dance, Music, Cartoons and Pop Culture, Jefferson, McFarland, 2000, 256 p. (ISBN 978-0-7864-0919-8), p. 217.